# Ouled Fayet
Ouled Fayet (în arabă أولاد فايت) este o comună din provincia Alger, Algeria.
Populația comunei este de 27.593 locuitori (2008).